# Mollik Tóbiás
Mollik Tóbiás (Győr, 1751. június 13. – Győr, 1824. április 15.) teológiai doktor, Szent Benedek-rendi áldozópap és tanár, könyvtárnok.

## Élete
A Szent Benedek-rendbe lépett és 1768. november 17-én ünnepélyes fogadalmat tett, 1775. június 29-én pedig miséspappá szenteltetett fel. Ekkor a bécsi egyetemre küldték, ahol 1777-ben teológiai doktor lett. A rend eltöröltetése után 1784-ben Győrött a püspöki líceumban, azután Egerben, 1786-tól 1790-ig a pesti egyetemen és 1794-től 1802-ig Győrött a papnevelőben teológiai tanár volt. 1802-ben a rend visszaállításakor a győri rendház főnöke és gimnáziumi igazgató, 1807-től 1815-ig könyvtárnok és barátjának, Somogyi Leopold szombathelyi püspöknek házi teológusa és könyvtárnoka volt. 1815-től Győrött mint lelkiatya működött.

## Munkái
- Dissertationes locupletissimae de religione naturali, revelata in genere et in specie mosaica ad systema theologicum per Hungariam praescriptum exactae. Agriae, 1785
- Dissertationes dogmaticae de thesibus hocce specialius aevo disceptatis. Pars prior de sacramentis, posterior de iustificatione et cultu sanctorum… Agriae, 1785, 1790, két kötet
- Pentateuchus secundum litteralem mysticumque sensum familiari s. patribus methodo per breves videlicet homilias explicatus atque omnigena historiae theologicaeque eruditione illustratus. Agriae, 1785
- Dissertationes de ecclesia Christi. Agriae, 1786
- Concordia revelationis et rationis circa aeternae vitae vel mortis praedestinationem. Agriae, 1790
- Synopsis catholicae de gratia actuali doctrinae huiusque applicatio. Agriae, 1790
- Josephi II. litterarum de coelo transmissarum refutatio… 1790
- Convulsio extractus dissertationis Sam. Verenfels. Hely n., 1790
- Diluitio errorum de votis et clericali coelibatu. Agriae, 1790
- Dissertatio ad quaestionem, an sic dicta apostasia inter delicta civilia referenda? In examen vocavit. Pesthini, 1790
- Incarnatio, vita et mors veri redemptoris. Agriae, 1790
- Reflexiones super Declaratione sincera, christiana et patriotica civis hungari catholici ad questionem: an sic dicta apostasia inter delicta civilia referenda? Hely n., 1790
- Sacrosanctum missae sacrificium rite ac pie celebrandi ratio dum dissertatione de frequenti celebratione et fidelium s. communione. Sabariae, 1819
- Dissertationes trinae de LXXII interpretum Graeca v. t. versione. Jaurini, 1819
- Dissertatio de divina auctoritate deutero canonicorum utriusque testamenti librorum ac partium. Jaurini, 1819
- Votum et promptum cuivis subsidium unionis in unam salvificam ecclesiam hanc ingredi anhelantibus a. s. theologiae doctore et emerito professore r. p. o. Budae, 1821
- Elementa scientiae sanctorum collecta a s. theologiae doctore eiusdemque emerito r. professore p. o. Agriae, 1822

Kéziratban: Theologiae dogmaticae in systema redactae pars I. 4rét 390 lap (a pannonhalmi apátság könyvtárában).